# 5 Hour Energy
5 Hour Energy (código UCI: 5HR) fue un equipo ciclista estadounidense de categoría 
Continental entre el año 2009 hasta 2014
Fue creado en 2009 con el nombre Kenda Pro Cycling presented by Spinergy, pero más adelante su patrocinador principal fue una bebida energética 5-Hour Energy lo cual dio el nombre al equipo durante las últimas temporadas.

## Fusión con el Competitive
El equipo propiedad de Inferno Racing's GM, basa su calendario en carreras amateurs de Estados Unidos y en 2012 no fue invitado a ninguna de las 3 carreras importantes del UCI America Tour que se disputan en el país (Tour de California, Tour de Utah y USA Pro Cycling Challenge). A su vez el equipo, también continental Competitive Cyclist, solo fue invitado al Tour de Utah. Debido a ello, en 2013 ambas estructuras se fusionaron, buscando una formación más sólida y la invitación a estas carreras.
El equipo pasó a ser dirigido por la sociedad On The Rivet (propietaria del ex Competitive). Estaba dirigido por el exciclista Frankie Andreu y en la plantilla se mantuvieron a 5 corredores y llegaron 4 del Competitive, entre ellos el español Francisco Mancebo, campeón del calendario nacional estadounidense las últimas dos temporadas.
El objetivo de la fusión en parte la alcanzó ya que fue invitado al Tour de California y al de Utah, donde su líder Mancebo cumplió destacadas actuaciones finalizando 7.º y 9.º respectivamanete y con una victoria de etapa en Utah.
Debido a la pérdida del patrocinador principal 5-Hour Energy el equipo se disolvió en el año 2014.

## Material ciclista
El equipo utilizaba bicicletas Devinci. Anteriormente utilizó Masi

## Clasificaciones UCI
A partir de 2005 la UCI instauró los Circuitos Continentales UCI, donde el equipo está desde que se creó en 2009, registrado dentro del UCI America Tour. Las clasificaciones del equipo y de su ciclista más destacado fueron las siguientes:

### UCI America Tour
| Temporada | Clasificación por equipos | Mejor corredor    | Posición |
| 2009-2010 | 30.º                      | Luca Damiani      | 197.º    |
| 2010-2011 | 17.º                      | Robert Sweeting   | 66.º     |
| 2011-2012 | 14.º                      | John Murphy       | 12.º     |
| 2012-2013 | 9.º                       | Francisco Mancebo | 5.º      |
| 2013-2014 | 24.º                      | Michael Woods     | 118.º    |

### UCI Europe Tour
| Temporada | Clasificación por equipos | Mejor corredor    | Posición |
| 2012-2013 | 93.º                      | Francisco Mancebo | 216.º    |

## Palmarés
Para años anteriores véase: Palmarés del 5 Hour Energy.

### Palmarés 2014

#### Circuitos Continentales UCI
| Fechas | Circuito | Carreras | Ganador |

#### Campeonatos nacionales
| Fechas | Carreras | Ganador |

## Plantilla
Para años anteriores véase: Plantillas del 5 Hour Energy.

### Plantilla 2014
| Nombre            | Nacimiento | Nacionalidad   | Equipo 2013                                |
| Sam Bassetti      | 02/04/1991 | Estados Unidos | Neoprofesional                             |
| Chad Beyer        | 15/08/1986 | Estados Unidos | Champion System Pro Cycling Team           |
| Jonathan Hornbeck | 30/10/1989 | Estados Unidos | Neoprofesional                             |
| Jacob Keough      | 18/06/1987 | Estados Unidos | UnitedHealthcare Professional Cycling Team |
| Bruno Langlois    | 01/03/1979 | Canadá         | Garneau-Québécor-Norton Rose               |
| Gavin Mannion     | 24/08/1991 | Estados Unidos | Bontrager Cycling Team                     |
| Christian Parrett | 22/12/1989 | Estados Unidos | 5 Hour Energy                              |
| James Stemper     | 21/08/1985 | Estados Unidos | 5 Hour Energy                              |
| Robert Sweeting   | 05/06/1987 | Estados Unidos | 5 Hour Energy                              |
| David Williams    | 19/06/1988 | Estados Unidos | 5 Hour Energy                              |
| Michael Woods     | 12/10/1986 | Canadá         | Amore & Vita-Selle SMP                     |

1. ↑  Hasta el 1 de agosto.
2. ↑  Desde el 24 de junio.